# Viktor Fischer
Viktor Gorridsen Fischer (Aarhus, 9 de junho de 1994) é um futebolista dinamarquês que atua como atacante. Atualmente, joga pelo AIK. 

## Títulos
Ajax
- Eredivisie: 2012–13, 2013–14
- Supercopa dos Países Baixos: 2013

### Prêmios individuais
- Equipe do torneio do Campeonato Europeu Sub-17 2011